# Thinempis esperance
Thinempis esperance är en tvåvingeart som beskrevs av Daniel J. Bickel 1996. Thinempis esperance ingår i släktet Thinempis och familjen dansflugor. Inga underarter finns listade i Catalogue of Life.